# Dear Friends/It's My Way
「Dear Friends/It's My Way」（ディア・フレンズ/イッツ・マイ・ウェイ）は、日本の音楽ユニット・day after tomorrowの7作目のシングル。

## 概要
- 前作「moon gate」から約3か月ぶりにして、初の両A面シングル。映像作品『DAY ALIVE 〜1st Live Tour 2003 elements〜』と同時発売された。
- 前作や前々作と異なり作品タイトルは楽曲名となっている。
- 表題1曲目はTBS系列『王様のブランチ』のエンディングテーマに使用された。
- 表題2曲目はTBS系列『ヤマザキ新春スポーツスペシャル・ニューイヤー駅伝「第48回全日本実業団駅伝」』の2004年度テーマソングに使用された。
- オリコンチャートデイリー1位、初登場2位を獲得。2作連続でトップ3入りを果たした。また、3作連続で月間チャート入りも果たした。

## 収録曲
| 全編曲: 五十嵐充、day after tomorrow。 |                                                       |                  |           |                      |       |
| #                                      | タイトル                                              | 作詞             | 作曲      | ストリングスアレンジ | 時間  |
| 1.                                     | 「Dear Friends」                                      | Yoshi、misono    | 鈴木大輔  |                      | 4:43  |
| 2.                                     | 「It's My Way」                                       | misono、五十嵐充 | 北野正人  |                      | 4:25  |
| 3.                                     | 「Starry Heavens (Orchestra Version)」                | misono           | 鈴木大輔  | 村山達哉             | 4:52  |
| 4.                                     | 「Dear Friends <Instrumental>」                       |                  | 鈴木大輔  |                      | 4:43  |
| 5.                                     | 「It's My Way <Instrumental>」                        |                  | 北野正人  |                      | 4:25  |
| 6.                                     | 「Starry Heavens (Orchestra Version) <Instrumental>」 |                  | 鈴木大輔  | 村山達哉             | 4:49  |
| 合計時間:                              | 合計時間:                                             | 合計時間:        | 合計時間: | 合計時間:            | 27:57 |

### 解説
1. Dear Friends
Yoshi著作の『Deep Love』に感銘を受けたmisonoの希望で共同作詞にて制作された楽曲[1]。
2. It's My Way
初めて五十嵐充が共同作詞に参加した楽曲。以降、「Pride」を除く全曲にてmisonoは作詞に関わらなくなった。
3. Starry Heavens (Orchestra Version)
トリプルA面からなる、6thシングルの表題1曲目のオーケストラバージョン。
4. Dear Friends <Instrumental>
表題1曲目のインストゥルメンタルバージョン。
5. It's My Way <Instrumental>
表題2曲目のインストゥルメンタルバージョン。
6. Starry Heavens (Orchestra Version) <Instrumental>
カップリング曲のインストゥルメンタルバージョン。

## 参加ミュージシャン
day after tomorrow
- misono：Vocals
- 北野正人：Guitar
- 鈴木大輔：Keyboards

support musician
- 五十嵐充：Programming & Keyboards (全曲)
- 加藤薫：Electric Guitar (全曲)
- 村山/桐山ストリングス：Strings (#3,6)
- 川村ゆみ：Backing Vocals (#1)

## タイアップ
- TBS系列情報バラエティ番組『王様のブランチ』2004年12月・2005年1月度エンディングテーマ (#1)
- TBS系列スポーツ中継番組『ヤマザキ新春スポーツスペシャル・ニューイヤー駅伝「第48回全日本実業団駅伝」』2004年度テーマソング (#2)

## 収録アルバム
- primary colors (#1,2)
- complete Best (#1,2)
- single Best (#1)
- Selection Best Album (#1)